# Charles van der Stappen

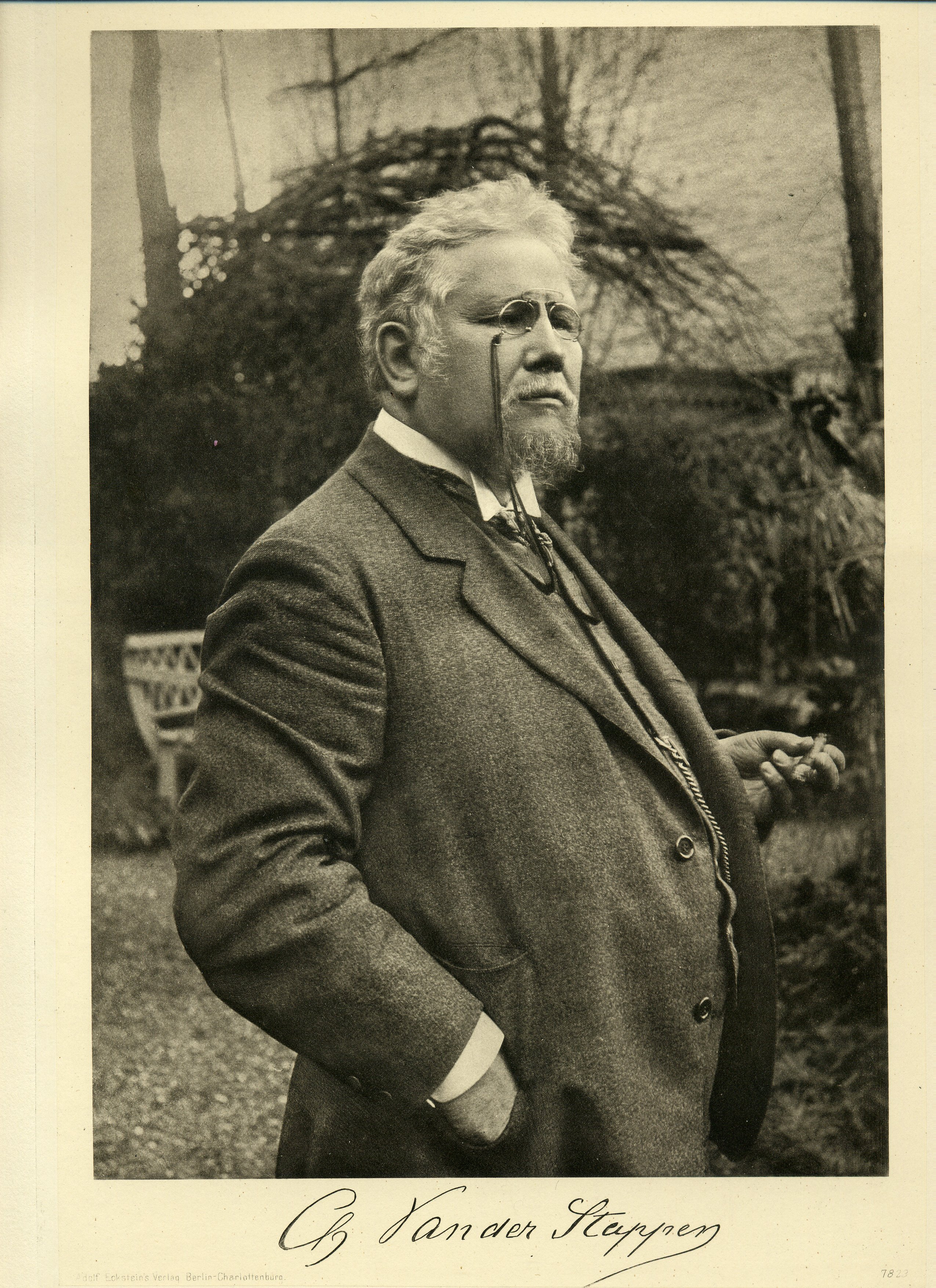
Charles van der Stappen

Charles van der Stappen (* 19. Dezember 1843 in Saint-Josse-ten-Noode/Sint-Joost-ten-Node; † 21. Oktober 1910 in Brüssel) war ein belgischer Bildhauer.

## Leben
Van der Stappen besuchte von 1859 bis 1868 die Académie Royale des Beaux-Arts in Brüssel und später ein Schüler von Jean-François Portaels. Im Jahr 1863 wurde er noch von der Ausstellung im Brüssler Salon ausgeschlossen, doch 1866 durfte er mit einer Figurengruppe Geburt des Verbrechens teilnehmen und 1869 errang er mit der Marmorstatue Toilette des Fauns eine goldene Medaille. Er unternahm Studienreisen nach Italien, wo er sich 1871 in Florenz, 1873 in Neapel und 1876 bis 1879 in Rom aufhielt und arbeitete 1879 bis 1881 in Paris. Seit 1883 war er Lehrer an Brüsseler Akademie, deren Direktor er später wurde.
Von 1894 bis 1898 begann seine Zusammenarbeit mit Constantin Meunier bei der Ausgestaltung des Botanischen Gartens in Brüssel. 1898 errang van der Stappen auf der Großen Berliner Kunstausstellung die große Goldmedaille.
1905 wurde er zum Mitglied der Königlichen Akademie der Wissenschaften und Schönen Künste von Belgien gewählt. Er war Direktor der Académie Royale des Beaux-Arts. Zu seinen Schülern zählten Helene Scholz-Zelezny und Rik Wouters.
Der junge Stefan Zweig besuchte im August 1902 das Atelier von Charles van der Stappen, während Émile Verhaeren diesem Modell saß und beschrieb seinen Eindruck 1917 in dem Essay Erinnerungen an Emile Verhaeren und später auch in seiner Autobiografie Die Welt von Gestern, Kapitel Universitas Vitae.

## Werke (Auswahl)
Van der Stappen fertigte unter anderem Genrefiguren, Bildnisbüsten, Entwürfe für kunstgewerbliche Gegenstände in Edelmetall.
- Wilhelm von Oranien, Marmorstandbild am Square du Petit-Sablon
- 1887: Der Unterricht in der Kunst oder Erziehung zur Kunst, allegorische Bronzegruppe, Palais des Beaux-Arts in Brüssel
- Griechische Kunst und Gotische Kunst, Bronzefiguren
- 1890: Der Hl. Michael bezwingt Satan, Bronzegruppe an der Ehrentreppe des Brüsseler Rathauses
- Denkmal der menschlichen Arbeit und Denkmal der menschlichen Güte (unvollendet, nur als Entwurf)

Kunstgewerbe
- Silberner Tafelaufsatz zur Aufnahme von Blumen (Jardinière), für der Brüsseler Goldschmied Hoesemans angefertigter.
- 1897: Die mysteriöse Sphinx, Elfenbein

Porträtbüsten
- Mein Onkel der Rechtsgelehrte
- Der Maler Jean-François Portaels
- Der Maler Émile Sacré
- Der Maler Edouard Agneessens

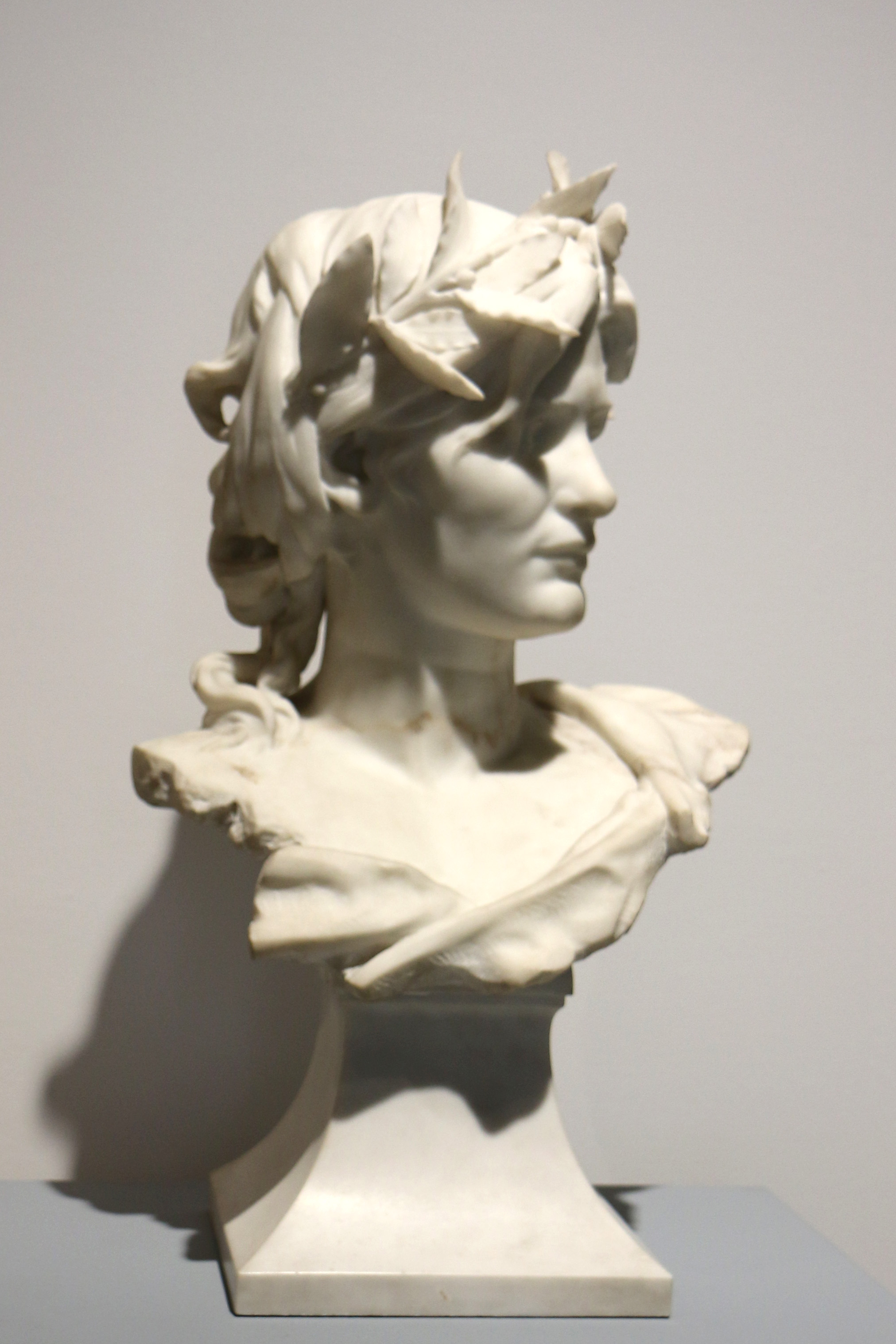
Vittoria (1886)
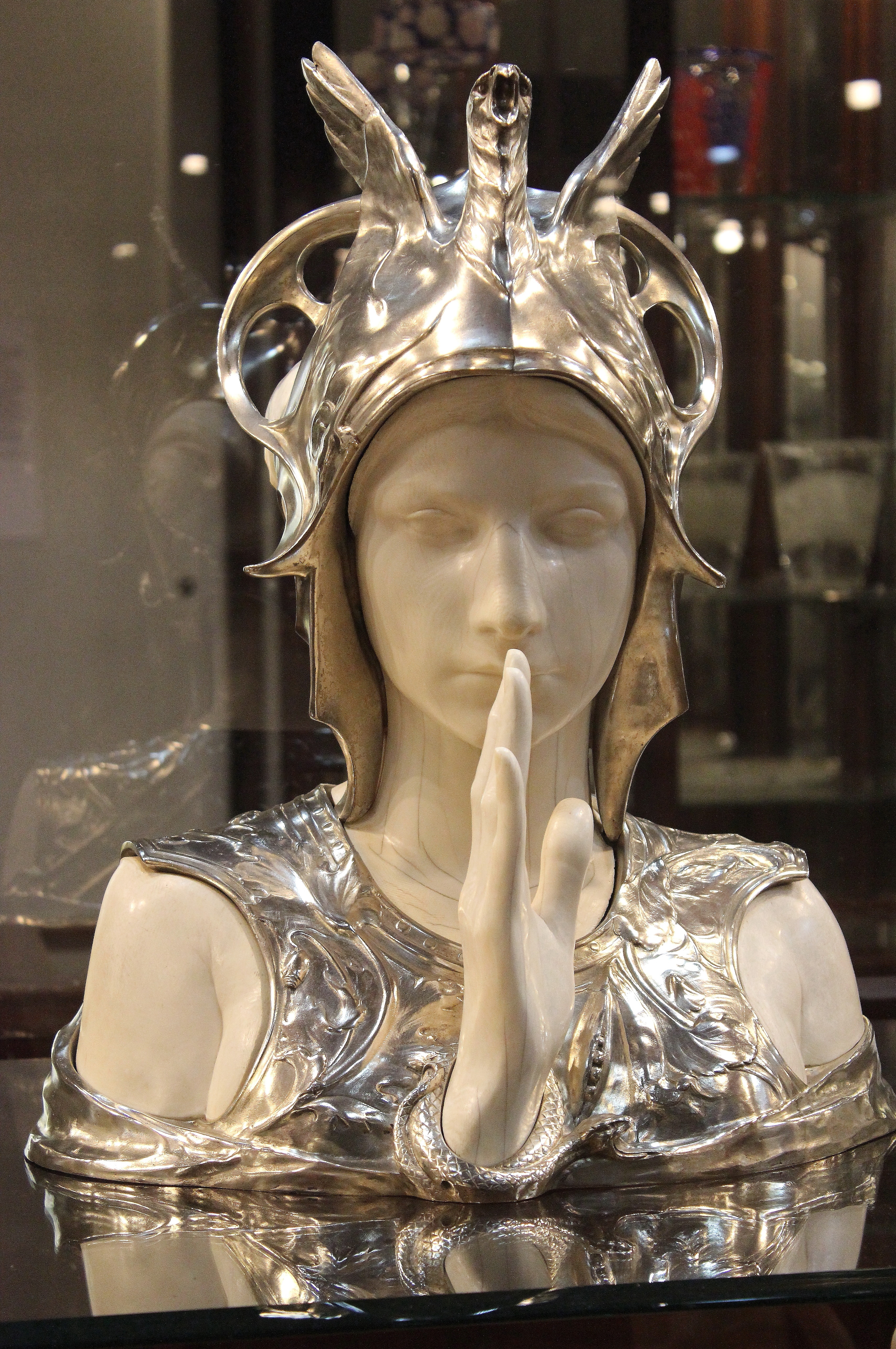
Sphinx Mystérieux in Chryselephantin-Technik (1897)
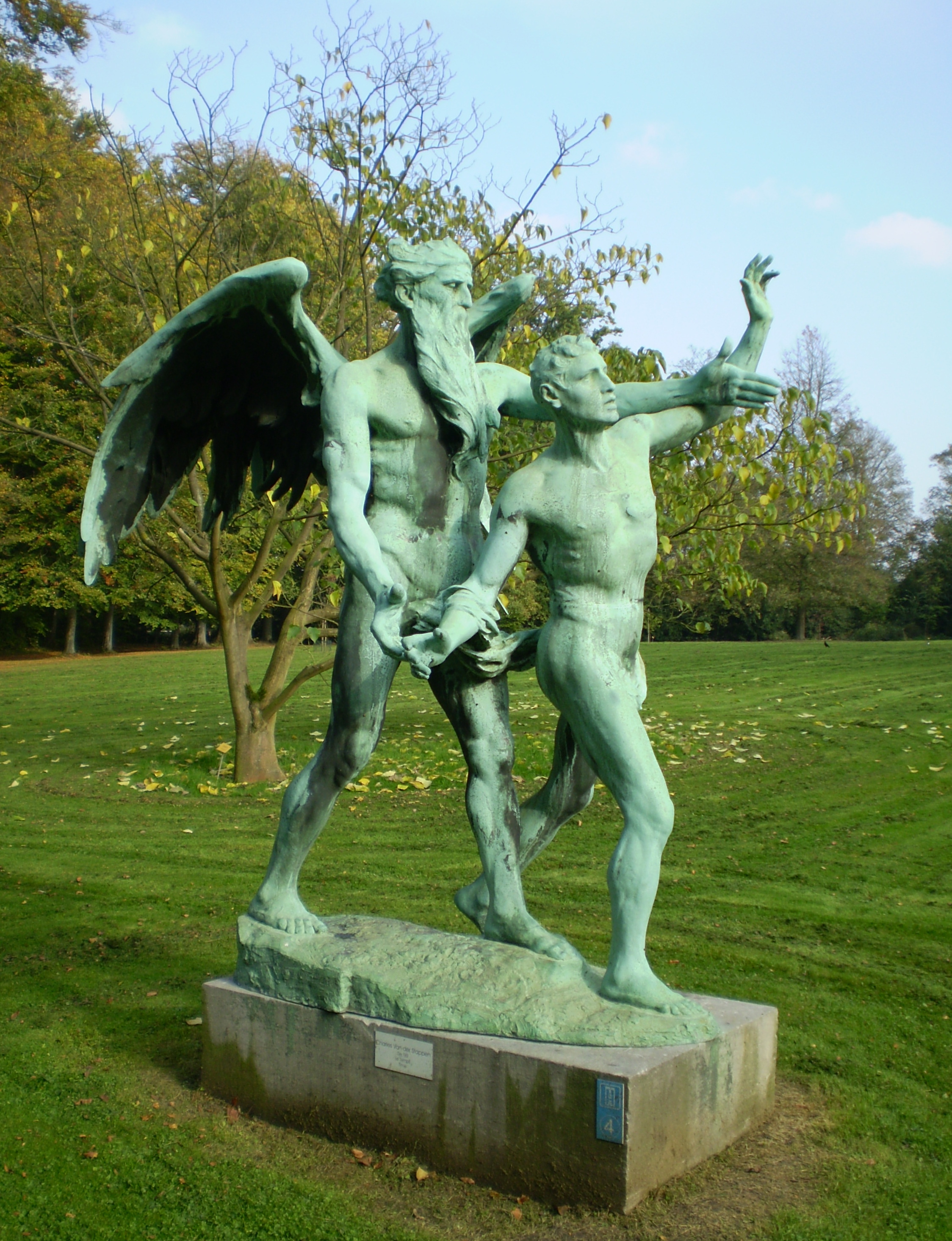
De Tijd (1898)